# Wapen van Antwerpen (provincie)
Het provinciewapen van Antwerpen is het heraldische wapen gevoerd door de Belgische provincie Antwerpen.

## Geschiedenis
Het wapen is een combinatie van het wapen van Mechelen, Turnhout en het markgraafschap Antwerpen, wat zelf weer een combinatie is van het stadswapen en de keizerlijke adelaar. In 1816 werden ze voor het eerst zo gecombineerd, en op het Nederlands wapenschild geplaatst.
Na de Belgische onafhankelijkheid werd het Nederlands wapenschild vervangen door het Belgisch wapenschild, maar al snel verdween de leeuw van het wapen. In de 20e eeuw kende het wapen een hertogenhoed, maar in de late twintigste eeuw, toen de schildhouders werden toegevoegd, kwam de 
oorspronkelijke kroon weer terug.

## Blazoenering
De blazoenering uit 1816 luidt:
Parti, het eerste deel van keel, beladen met een burgt, hebbende van boven ter wederzijde eene uitgestrekte hand, alles van zilver en chef van goud, beladen met den Roomschen Rijksarend (zijnde Antwerpen). Het tweede van goud, beladen met drie palen van keel, waarop een surtout van goud, beladen met een arend van sabel, gebekt en geklaauwd van keel (zijnde Mechelen). En chef het opperste gedeelte van 's Rijks wapen, en en pointe van zilver, beladen met een pal van lazuur (zijnde Turnhout). Het schild gedekt met de Nederlandsche gravenkroon. - Koninklijk Besluit van 9 oktober 1816, nr. 102.
De tweede blazoenering uit 1997 luidt:
Gedeeld 1. in keel een burcht met 3 geopende, gekanteelde torens van zilver, verlicht en gemetseld van sabel, de middelste toren in het schildhoofd vergezeld rechts van een schuingeplaatste rechterhand en links van een schuinlinksgeplaatste linkerhand, beide van zilver, een schildhoofd van goud met een dubbele adelaar van sabel, getongd en gepoot van keel en met nimbus van goud 2. in goud 3 palen van keel; hartschild: in goud een adelaar van sabel, getongd en gepoot van keel; Schildvoet: in zilver een paal van lazuur. Het schild getopt met de kroon van een soevereine markgraaf en gehouden rechts door een leeuw, en links door een griffoen

## Afbeeldingen

Het wapen van Mechelen.
Het wapen van Turnhout, waarvan het schild met de lazuren paal in het wapen is opgenomen.
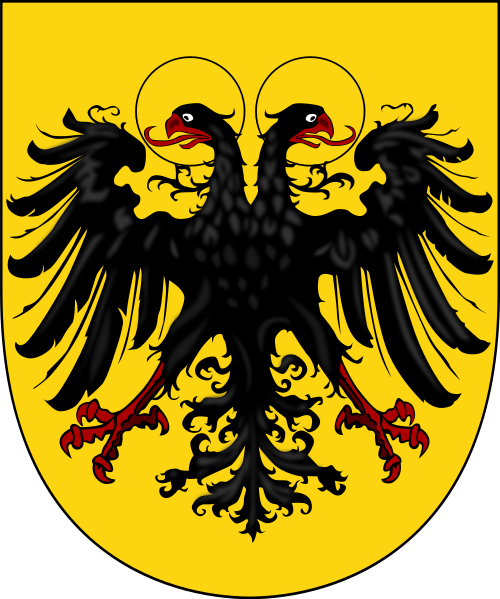
De dubbelkoppige adelaar, zoals de Habsburgse monarchie die voerde.
Het stadswapen van Antwerpen.